# Focaccia blues
Focaccia blues è un film documentario del 2009 diretto da Nico Cirasola.
Nel film compaiono in piccoli ruoli gli attori Michele Placido e Lino Banfi, il cantante Renzo Arbore e l'ex presidente della Regione Puglia Nichi Vendola.

## Trama
(Tagline del film)
Il film ripercorre i fatti relativi ad una vicenda realmente accaduta ad Altamura, comune della città metropolitana di Bari, noto per il pane a denominazione di origine protetta.
Nel 2001 viene inaugurato il primo fast food McDonald's. Pochi mesi dopo, il panettiere Luca Di Gesù, con il fratello Giuseppe, apre poco lontano una piccola focacceria. Dopo appena un anno, il fast food è costretto a chiudere per mancanza di clientela, in parte causata dalla concorrenza della focacceria. Partendo da questo fatto, un giornalista si reca negli Stati Uniti per raccontarlo.

## Produzione
Nel 2002, la vicenda fu ripresa in gran parte del mondo, in Italia dal periodico Panorama, in Francia dal quotidiano Libération e negli USA dal quotidiano The New York Times.
Nel 2007, il produttore pugliese Alessandro Contessa ha affidato a Nico Cirasola la regia del film incentrato sulla vicenda. Le riprese sono terminate nel febbraio 2008, ma il film è arrivato nelle sale cinematografiche solo un anno dopo.
Il film è stato girato in gran parte proprio ad Altamura, con alcune scene nella vicina Gravina in Puglia (città del regista) e altre a New York, con il contributo della Regione Puglia e della Apulia Film Commission.

## Distribuzione
Il film, presentato a Roma il 7 aprile 2009, è stato proiettato in dieci sale cinematografiche a partire dal 17 aprile dello stesso anno.

## Riconoscimenti
- Menzione speciale Nastro d'argento - Globo d'Oro
- Ciak d'oro - 2009[5]

Ciak d'oro Mini/Skoda Bello & Invisibile